# رودولف أ. بيترسون
رودولف أ. بيترسون (بالإنجليزية: Rudolph A. Peterson)‏ هو مصرفي أمريكي، ولد في 6 ديسمبر 1904 في Svenljunga ‏ في السويد، وتوفي في 2 ديسمبر 2003 في بيدمونت في الولايات المتحدة.